# سابرينا (فلم 1954)
سابرينا (Sabrina) هو فيلم أمريكي أنتج عام 1954 من تأليف وإخراج بيلي ويلدر وبطولة أودري هيبورن وويليام هولدن وهمفري بوغارت، ترشح الفيلم لخمسة جوائز أوسكار من بينهم ترشح أفضل مخرج وأفضل ممثلة وأفضل سيناريو وفاز بجائزة أوسكار واحدة وهي جائزة الأوسكار لأفضل تصميم أزياء لإديث هيد.

## ملخص القصة
زير النساء دفيد لارابي (ويليام هولدن) يصبح معجبا بإبنة سائق العائلة سابرينا (أودري هيبورن) والذي يقع بحبها أيضا أخيه الأكثر جديه واستقامة لينوس لارابي (همفري بوغارت).

## الممثلين
- أودري هيبورن سابرينا.
- ويليام هولدن دفيد لارابي.
- همفري بوغارت لينوس لارابي (رشح الممثل كاري غرانت لهذا الدور قبل أن يأخذه بوغارت).
- جوني ويليام توماس فيرتشايلد.

## إعادة صنع
تم إعادة صنع الفيلم في عام 1995 في فيلم يحمل نفس العنوان وكان من بطولة هاريسون فورد وغريغ كينير.

## وصلات خارجية
- سابرينا على موقع IMDb (الإنجليزية)
- سابرينا على موقع ميتاكريتيك (الإنجليزية)
- سابرينا على موقع الموسوعة البريطانية (الإنجليزية)
- سابرينا على موقع روتن توميتوز (الإنجليزية)
- سابرينا على موقع نتفليكس (الإنجليزية)
- سابرينا على موقع قاعدة بيانات الأفلام العربية
- سابرينا على موقع ألو سيني (الفرنسية)
- سابرينا على موقع Turner Classic Movies (الإنجليزية)
- سابرينا على موقع أول موفي (الإنجليزية)
- سابرينا على موقع فيلمافينيتي (الإسبانية)

1. ↑  "قاعدة بيانات الأفلام على الإنترنت" (بالإنجليزية). Retrieved 2025-03-16.
2. ↑  "قاعدة بيانات الأفلام على الإنترنت" (بالإنجليزية). Retrieved 2016-11-08.{{استشهاد ويب}}:  صيانة الاستشهاد: لغة غير مدعومة (link)
3. 1 2 3 4 5 6 7 8 9 10 11 12 13  وصلة مرجع: http://www.bbfc.co.uk/releases/sabrina-fair-1970-0. الوصول: 2 مايو 2016.
4. ↑  وصلة مرجع: http://www.imdb.com/title/tt0047437/. الوصول: 2 مايو 2016.
5. 1 2  وصلة مرجع: http://www.filmaffinity.com/en/film326992.html. الوصول: 2 مايو 2016.
6. 1 2 3  وصلة مرجع: http://www.metacritic.com/movie/sabrina. الوصول: 2 مايو 2016.
7. 1 2  وصلة مرجع: http://stopklatka.pl/film/sabrina. الوصول: 2 مايو 2016.
8. 1 2 3 4 5 6 7 8 9 10  وصلة مرجع: http://www.imdb.com/title/tt0047437/fullcredits. الوصول: 2 مايو 2016.
9. ↑  وصلة مرجع: http://www.adorocinema.com/filmes/filme-5256/. الوصول: 2 مايو 2016.